# Sōkyū Gen’yū
Sōkyū Gen’yū 玄侑 宗久, Gen’yū Sōkyū; né le 28 avril 1956 à Miharu dans la préfecture de Fukushima) est un prêtre bouddhiste et écrivain japonais, lauréat du prix Akutagawa en 2001.

## Biographie
Gen'yū est le fils d’un prêtre de temple bouddhiste. Il étudie la littérature chinoise à l’Université Keio et se fait moine à l’âge de 28 ans. Il travaille actuellement au temple de son père à Miharu comme prêtre zen.
Gen'yū fait ses débuts littéraires en 2000 avec Mizu no hesaki (non traduit en français). Il est lauréat en 2001 du prix Akutagawa pour Au-delà des terres infinies.

## Liste des œuvres traduites en français
- 2001 : Au-delà des terres infinies (中陰の花), roman traduit par Corinne Quentin, Editions Philippe Picquier, 2008 ; Picquier poche, 2010.
- 2003 : Vers la lumière (アミターバ 無量光明), roman traduit par Corinne Quentin, Editions Philippe Picquier, 2010 ; Picquier poche, 2013.
- 2005 : Langueur (つ れづれ), dans Meet n°11 (Tokyo/Luanda, p. 39-43), texte traduit par Corinne Quentin, Editions Meet, Octobre 2007.
- 2012 : Il n'y a rien à dire, mais c'est ici que le chemin commence, suivi de Je traîne ton ombre, dans L'Archipel des séismes - Écrits du Japon après le 11 mars 2011, sous la direction de Corinne Quentin et Cécile Sakai, Editions Philippe Picquier, 2012.
- 2013 : La Montagne radieuse (光の山), récits traduits par Corinne Quentin et Anne Bayard-Sakai, Editions Philippe Picquier, 2015 ; Picquier poche, 2017.